# Bernard de Bade
Succession
Prétendant au trône de Bade
Depuis le 29 décembre 2022 
(2 ans, 4 mois et 27 jours)
Bernard de Bade (en allemand : Bernhard Max Friedrich August Gustav Louis Kraft Prinz und Markgraf von Baden, Herzog von Zähringen), margrave de Bade et duc de Zähringen, est né le 27 mai 1970 à Salem, dans le Land de Bade-Wurtemberg, en Allemagne. Prétendant au trône de Bade depuis 2022, c’est également un entrepreneur allemand.

## Famille
Né au château de Salem, Bernard de Bade est le fils aîné du margrave Maximilien de Bade, prétendant au trône de Bade, et de son épouse l’archiduchesse Valérie de Habsbourg-Toscane. À travers son père, le prince est, par ailleurs, le petit-neveu de Philip, duc d'Édimbourg, aux obsèques duquel il prend part, le 17 avril 2021.
Les 22 et 23 juin 2001, il épouse civilement et religieusement Stephanie Kaul (née à Uelzen, le 27 juin 1966), une consultante en publicité, fille de Christian Kaul et de Hannelore Scheel. Malgré les origines roturières de son épouse, l’union de Bernard a été acceptée par son père et jugée dynaste, le confirmant dans son statut d’héritier de la maison grand-ducale de Bade.
Du mariage de Bernard et de Stephanie naissent trois fils :
- Léopold de Bade (né à Ravensbourg le 18 mai 2002), prince héréditaire depuis 2022 ;
- Frédéric de Bade (né à Ravensbourg le 9 mars 2004) ;
- Charles-Guillaume de Bade (né à Ravensbourg le 11 février 2006).

## Biographie
Après une série de mauvais investissements, les finances de la maison de Bade se dégradent dangereusement dans les années 1990 et le prince Bernard doit abandonner les études en gestion et en droit qu'il avait entreprises à l'université de Hambourg. Nommé administrateur des domaines et des biens de sa famille par son père en 1998, Bernard organise la liquidation progressive des biens de la Maison de Bade. Il vend ainsi le château d'Eberstein en 2000, le Nouveau Château de Baden-Baden en 2003 et la majeure partie du château de Salem (qui abrite une célèbre école privée) en 2009.
La maison de Bade restant encore largement endettée, le prince Bernard poursuit sa politique d’assainissement des finances familiales. Ce faisant, il soulève, en 2006, une importante polémique médiatique en Allemagne lorsqu'il demande au gouvernement du Bade-Wurtemberg la mise en vente de manuscrits entreposés dans les archives du Land mais appartenant toujours, selon lui, à la maison de Bade. En échange de la renonciation de sa famille à l'ensemble des collections entreposées dans les musées du Land, le prince espère en effet retirer soixante-dix millions d'euros de la vente de ces pièces.
Entre 2003 et 2011, le prince Bernard est par ailleurs président de l'Internationaler Club Baden-Baden, qui dirige les courses hippiques internationales de Baden-Baden et qui organise le Grand Prix de Baden.
Il devient margrave de Bade et prétendant au trône de Bade au décès de son père, le margrave Maximilien de Bade, le 29 décembre 2022.

## Décorations
Bernard de Bade est :
- Grand-maître de l'ordre de la Fidélité (maison de Bade)[3],[4]
- Grand-maître de l'ordre de Berthold Ier (maison de Bade)[4]
- Grand-croix de l'ordre de la Maison ernestine de Saxe (maison de Saxe-Cobourg et Gotha, 24 avril 2025)[5]

### Œuvre du prince
- (de) Bernhard von Baden, Das Salemer Münster, Theiss, 2002  (ISBN 3806217505)

### Sur la maison de Bade
- (de) Kathrin Ellwarth, Das Haus Baden in Vergangenheit und Gegenwart, Börde-Verlag, Werl, 2008  (ISBN 978-3-981-1993-1-4)

### Bases de données et dictionnaires
- Notices dans des dictionnaires ou encyclopédies généralistes :   - Deutsche Biographie
  - Munzinger
- Notices d'autorité :   - VIAF
  - ISNI
  - IdRef
  - GND

### Articles et interviews en ligne
- (de) Interview télévisée et retranscrite du prince par le journaliste allemand Hanno Gerwin (de), en 2011 (sur le site du journaliste badois)
- (de) « Haus Baden, Ein Makler für Salem » du Frankfurter Allgemeine Zeitung du 15/10/2007
- (de) « Schloss Salem, Wertvoller Schatz » sur Manager Magazin (de) du 20/02/2007
- (de) « "Schloss Salem darf nicht verkauft werden" » sur Südkurier (de) du 19/10/2007
- (de) « Prinz Bernhard von Baden : Die Zeit drängt » sur Badische Neueste Nachrichten (de) du 29/05/2007
- (de) « Charme-Offensive des Prinzen zog Tausende... » sur Badische Neueste Nachrichten du 23/04/2007
- (de) « Prinz von Baden legt Ämter im Galoppsport nieder » sur Bild du 24/05/2011
- (de) « Warum Adlige Pferde so lieben » sur Bild du 20/05/2007
- (de) Résumés d'articles et fac-simile d'articles consacrés au prince et à l'affaire sur Archivalia
- D'autres articles sont disponibles en ligne sur le site de la bibliothèque du Land de Bade-Wurtemberg juste ici

### Autres liens externes
- Site officiel du prince